# جون كامبل وايت
جون كامبل وايت (بالإنجليزية: John Campbell White)‏ هو دبلوماسي أمريكي، ولد في 17 مارس 1884 في لندن في المملكة المتحدة، وتوفي في 11 يونيو 1967 في نيويورك في الولايات المتحدة.